# جامعة نيفادا، لاس فيغاس
جامعة نيفادا، لاس فيغاس (بالإنجليزية: University of Nevada, Las Vegas)‏ هي جامعة عامة، ومؤسسة تعليمية عامة في الولايات المتحدة، تأسست في 1956، في الولايات المتحدة، وهي عضوة في أورسيد.